# Districtul Salzburg-Regiune
Districtul Salzburg-regiune (în germană: Bezirk Salzburg-Umgebung) corespunde în parte fostului ținut (germană: Gau) „Flachgau” care se află situat în regiunea nordică a landului Salzburg.

## Impărțirea administrativă
În paranteze este notat numărul de locuitori.

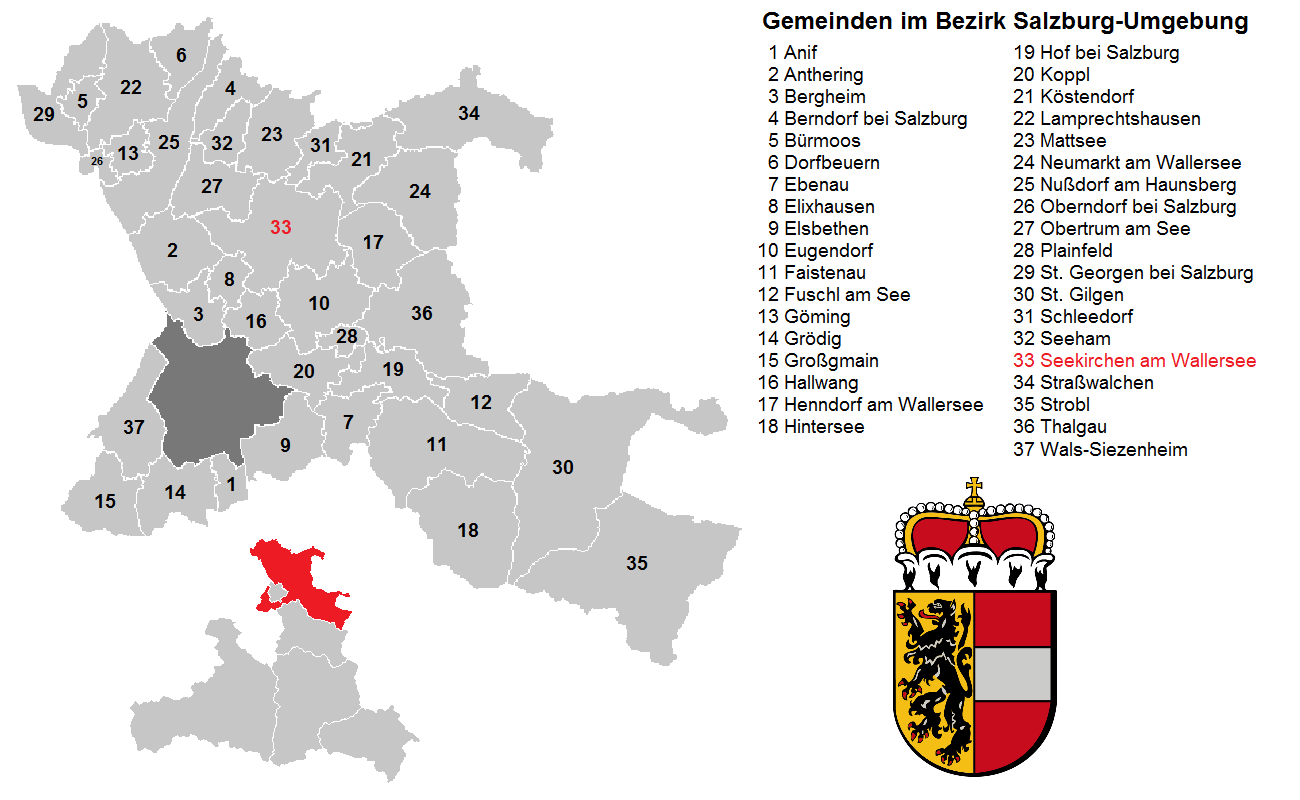
Localitățile din Districtul Salzburg-regiune

| Orașe - Neumarkt am Wallersee (5.730) - Oberndorf bei Salzburg (5.605) - Seekirchen am Wallersee (9.556) Târguri - Eugendorf (6.574) - Grödig (6.889) - Mattsee (3.050) - Obertrum (4.507) - Straßwalchen (6.934) - Thalgau (5.355) Comune 1/2 - Anif (4.022) - Anthering (3.379) - Bergheim (4.870) - Berndorf bei Salzburg (1.637) - Bürmoos (4.588) - Dorfbeuern (1.390) - Ebenau (1.345) - Elixhausen (2.791) - Elsbethen (5.091) | Comune 2/2 - Faistenau (2.941) - Fuschl am See (1.456) - Göming (654) - Großgmain (2.541) - Hallwang (3.739) - Henndorf am Wallersee (4.773) - Hintersee (453) - Hof bei Salzburg (3.345) - Koppl (3.171) - Köstendorf (2.502) - Lamprechtshausen (3.387) - Nußdorf am Haunsberg (2.230) - Plainfeld (1.225) - St. Georgen bei Salzburg (2.776) - St. Gilgen (3.728) - Schleedorf (974) - Seeham (1.774) - Strobl (3.537) - Wals-Siezenheim (11.684) |